# Blang (Darussalam)
Blang is een bestuurslaag in het regentschap Aceh Besar van de provincie Atjeh, Indonesië. Blang telt 525 inwoners (volkstelling 2010).